# Erich Rudorffer

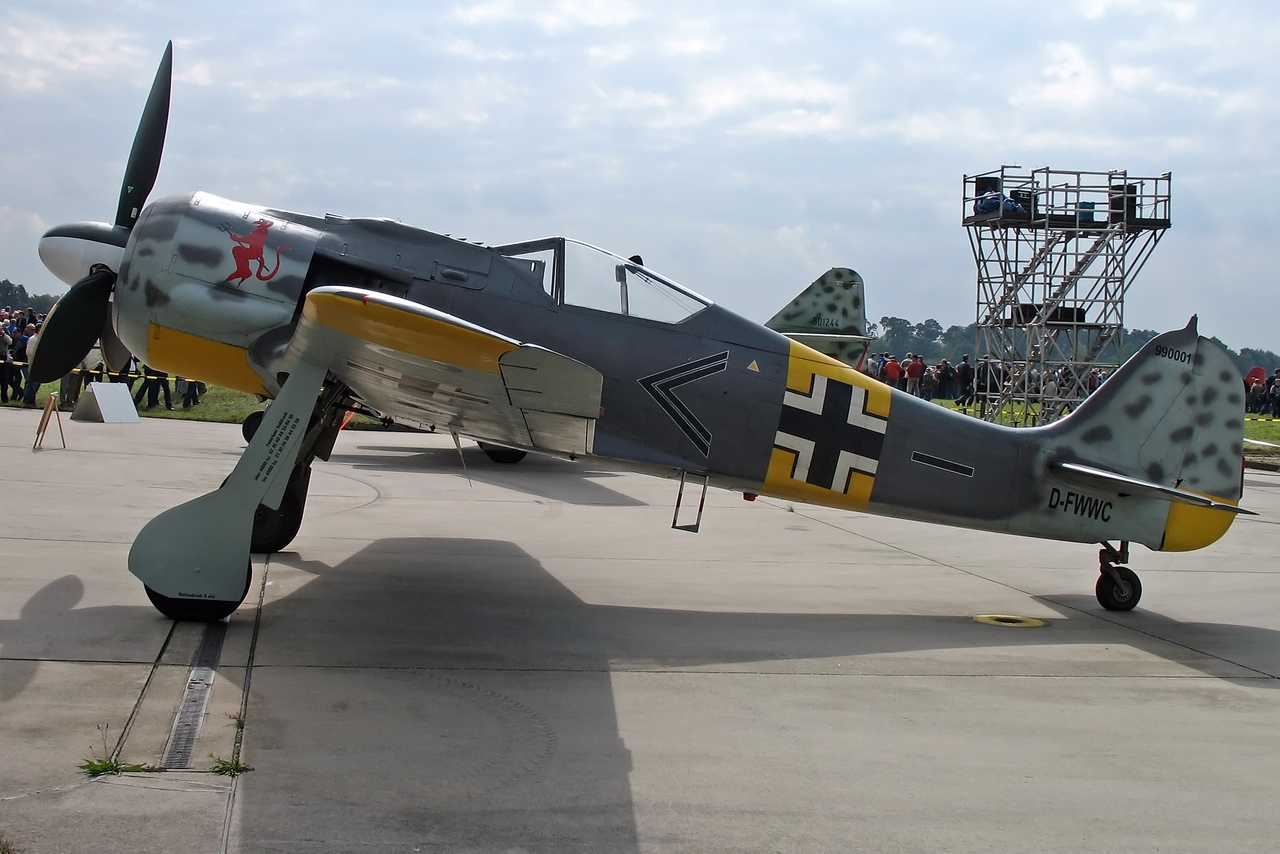
Reprodukce letounu Focke-Wulf Fw 190 v barvách a označení, které používal Erich Rudorffer ve Finsku u JG 54

Erich Rudorffer (1. listopadu 1917 Zwochau, Sasko – 8. dubna 2016 Bad Schwartau) byl úspěšným stíhacím pilotem německého letectva a leteckým esem za druhé světové války.
Byl jedním z mála pilotů, který sloužil u Luftwaffe po celou druhou světovou válku.
V listopadu 1939 sloužil v hodnosti feldwebel u 2./JG2. První sestřel si připsal v květnu 1940 nad Francií. V dubnu 1941 dosáhl 20 vítězství a byl vyznamenán Rytířským křížem Železného kříže. Nalétal přes 1 000 letů a sestřelil 224 letounů. Byl 6x sestřelen; 9x opustil letoun na padáku. Létal na letounech Messerschmitt Bf 109E, G, F, Focke-Wulf Fw 190A-8 a na Messerschmitt Me 262.
Byl sedmým nejúspěšnějším stíhacím pilotem v historii leteckého boje s 222 vítězstvími. Rudorffer bojoval na všech hlavních německých válečných frontách, včetně evropského a středomořského operačního prostoru a východní fronty. Během války nalétal více než 1 000 bojových misí a více než 300krát se účastnil vzdušných bojů. Rudorffer byl sestřelen protiletadlovou obranou a nepřátelskými stíhači 16krát a devětkrát se musel zachránit pomocí padáku.

## Mládí
Rudorffer se narodil 1. listopadu 1917 ve Zwochau v Saském království Německé říše. Po absolvování školy získal odborné vzdělání jako automobilový kovodělník se specializací na karosářství. Do vojenské služby u Luftwaffe nastoupil u Flieger-Ersatz-Abteilung 61 (Náhradní letecký oddíl 61) v Oschatzu dne 16. dubna 1936. Od 2. září do 15. října 1936 sloužil u Kampfgeschwader 253 (KG 253, 253. bombardovací eskadra) a od 16. října 1936 do 24. února 1937 byl vyškolen jako mechanik leteckých motorů v Technické škole v Adlershofu v Berlíně. Dne 14. března 1937 byl Rudorffer vyslán na Kampfgeschwader 153 (KG 153, 153. bombardovací eskadra), kde působil jako mechanik do konce října 1938. Poté byl převelen na letecký výcvik do Flieger-Ersatz-Abteilung 51 (Náhradní letecký oddíl 51) se sídlem v Lehnici ve Slezsku. Tam byl nejprve vycvičen jako pilot bombardéru a poté jako pilot těžkého stíhacího letounu.
Dne 1. října 1939 byl Rudorffer převeden do Jagdwaffe (stíhací síly) a byl vyslán do Jagdfliegerschule 2 (Stíhací pilotní škola 2) ve Schleißheimu. Po tomto přestupovém výcviku byl dne 6. prosince 1939 přeložen k doplňkové stíhací letce Jagdergänzungsstaffel Döberitz, která sídlila v Döberitzu. Dne 28. prosince 1939 byl převelen k Ergänzungs-Jagdgruppe Merseburg, další doplňkové výcvikové jednotce umístěné v Merseburku, kde nově vyškolení stíhací piloti obdrželi instrukce od pilotů s bojovými zkušenostmi. Zůstal tam do 7. ledna 1940. O den později byl Rudorffer, nyní Oberfeldwebel (nadšikovatel), vyslán do 2. Staffel (2. letka) Jagdgeschwader 2 „Richthofen“ (JG 2, 2. stíhací eskadra), pojmenované po stíhacím esu z první světové války Manfredu von Richthofen.

## Druhá světová válka
Rudorffer si 14. května 1940 vyžádal svůj první sestřel, Curtiss Hawk 75. Před kapitulací Francie skóroval ještě osmkrát. Létal během bitvy o Británii a tvrdí se, že byl pronásledován po ulici Croydon High Street pod úrovní střechy hurikánem. Devatenáctého vítězství dosáhl 1. května 1941; poté mu byl udělen Rytířský kříž Železného kříže (Ritterkreuz Železného kříže). Dne 19. května 1941 Rudorffer a jeho křídlo zaútočili na potápěčskou ponorku u ostrova Portland. Bylo zjištěno, že obě bomby zasáhly blízko a ponorka klesla.
Dne 18. června 1941 II. Gruppe se přestěhoval z Beaumont-le-Roger do Abbeville-Drucat, kde zůstal dalších šest měsíců. Od tohoto okamžiku se Gruppe bránil proti stíhacímu velitelství RAF „nepřetržitou ofenzívou“ nad Francií. V červenci 1941 Rudorffer během letu se Stabem (velitelskou jednotkou) JG 2 dosáhl šesti vzdušných vítězství. Toto číslo zahrnuje dva Spitfiry 7. července, Spitfire a Hurricane 9. července, vždy jeden Spitfire 10. a 11. července. Poté sloužil u 6. Staffel JG 2 a do konce roku 1941 si vyžádal patnáct dalších vzdušných vítězství, přičemž jeho celkový počet dosáhl 41. Rudorffer byl jmenován Staffelkapitän (velitel letky) 6. Staffel JG 2 dne 1. listopadu 1941, čímž vystřídal přeloženého nadporučíka Franka Liesendahla. V březnu 1942 II. Gruppe začal přestavovat na Focke-Wulf Fw 190 A-2. Konverzní výcvik byl prováděn v systému každý s každým, Staffel by Staffel, na letišti Le Bourget poblíž Paříže. Konverze byla dokončena do konce dubna. Od té doby byl Gruppe vybaven variantami Fw 190 A-2 a A-3. V roce 1942 se Rudorffer účastnil operace Cerberus (Channel Dash) a v srpnu 1942 přeletěl spojenecké přistání v Dieppe.

### Středomořská scéna
Na začátku listopadu 1942 zahájili západní spojenci operaci Torch, anglo-americkou invazi do francouzské severní Afriky. 17. listopadu se II. Gruppe z JG 2 byl stažen z fronty Lamanšského průlivu a nařízen do San Pietro Clarenza na Sicílii. V té době byla Gruppe vybaven Fw 190 A-3, některé Fw 190 A-2s, a dostal variantu A-4 na začátku prosince. Toto způsobilo II. Gruppe of JG 2, jediná stíhací jednotka vybavená Fw 190 na středomořském bojišti. Gruppe uskutečnila své první mise dne 19. listopadu a zajistila německou leteckou a námořní dopravu do Tunisu. Toho dne byly prvky II. Gruppe se přestěhoval na letiště Bizerte. Dne 9. února 1943 Rudorffer tvrdil, že během 32minutové vzdušné bitvy porazil 8 britských pilotů, a poprvé se stal „esem v jednom dni“. Opět se tak stalo 15. února, kdy měl dosáhnout 7 sestřelů. Mezi jeho nároky během severní Afriky bylo 10 spojeneckých bombardérů.
Rudorffer 21. června 1944. V pozadí je jeho opora Unteroffizier Kurt Tangermann
Dne 17. dubna 1943 byl Rudorffer jmenován Gruppenkommandeurem (velitelem skupiny) II. Gruppe z JG 2. V této funkci nahradil Hauptmanna Adolfa Dickfelda, který byl převeden do II. Gruppe of Jagdgeschwader 11 (JG 11—11. Stíhací křídlo). O něco více než dva měsíce později, 30. června, byl znovu převelen a převzal velení IV. Gruppe Jagdgeschwader 54 (JG 54—54. Stíhací křídlo) na východní frontě. Velení II. Gruppe z JG 2 bylo předáno Hauptmannovi Kurtu Bühligenovi. Svého prvního vítězství na tomto válčišti dosáhl 7. srpna. Díky zkušenostem získaným v boji s RAF dosáhl značného úspěchu. Během svého prvního letu dne 24. srpna 1943 bylo za 4 minuty sestřeleno 5 sovětských letadel. Dne 11. října 1943, Rudorffer nárokoval své 100. vzdušné vítězství, jako 55. pilot Luftwaffe, který dosáhl hranice sta sestřelů. Ve vzdušných soubojích poblíž Teremky a Glychow sestřelil ve 12:22 Jak-7, své 100. vítězství, 12:22 LaGG-3 a další 12 Jak-7 sestřelil v 12:24, 12:25 a 12:27. Dne 6. listopadu 1943, bylo Rudorfferovi uznáno 13 vzdušných vítězství, osmi nad Jak-7 a pěti nad Jak-9, v časovém rámci 13:00 až 13:17, přičemž jeho celkové skóre stouplo na 122 sestřelů.

### Lety s Messerschmitt Me 262
JG 7 „Nowotny“ bylo prvním operačním proudovým stíhacím křídlem na světě, pojmenováné po Walteru Nowotném, který byl zabit v akci dne 8. listopadu 1944. Nowotny, stíhací pilot, získal 258 vzdušných vítězství a příjemce Rytířského kříže Železného kříže s dubovými listy, meči a diamanty (Ritterkreuz des Eisernen Kreuzes mit Eichenlaub, Schwertern und Brillanten) hodnotil za provozních podmínek proudová letadla Messerschmitt Me 262. Eskadra JG 7 „Nowotny“ byla vybavena letounem Me 262, který byl těžce vyzbrojen a rychlejší než jakýkoli spojenecký stíhač. General der Jagdflieger (generál stíhacích sil) Adolf Galland doufal, že Me 262 kompenzuje početní převahu spojenců. Dne 12. listopadu 1944 Oberkommando der Luftwaffe (OKL - vrchní velení vzdušných sil) nařídilo, aby byla JG 7 vybavena Me 262. Jejím prvním velitelem (Geschwaderkommodore) byl Gallandem jmenován Oberst Johannes Steinhoff.
V zimě roku 1944 byl Rudorffer cvičen na proudové stíhačce Me 262. V únoru 1945 byl povolán do funkce velitele I. Gruppe JG 7 „Nowotny“ od majora Theodora Weissenbergera, který nahradil Steinhoffa ve funkci Geschwaderkommodore. Rudorffer si s Me 262 připsal 12 vítězství, čímž se jeho celkový počet zvýšil na 222. Jeho součet zahrnoval 136 na východní frontě, 26 v severní Africe a 60 na západní frontě, včetně 10 těžkých bombardérů.

## Po válce
Rudorffer začal létat s DC-2 a DC-3 v Austrálii. Později pracoval pro Pan Am a Luftfahrt-Bundesamt, německý úřad pro civilní letectví. Rudorffer byl jednou z postav finského válečného filmu z roku 2007 Tali-Ihantala 1944. Účastnil se jej Fw 190, malovaný stejnými značkami jako Rudorfferův letoun v roce 1944. Letoun, který nyní sídlí na letišti Omaka na Novém Zélandu, stále nosí barvy Rudorfferova stroje. 
Zemřel v dubnu 2016 ve věku 98 let. V době své smrti byl posledním žijícím nositelem Rytířského kříže Železného kříže s dubovými listy a meči.

## Shrnutí kariéry

### Nároky na vítězství
Matthews a Foreman, autoři Luftwaffe Aces - Biographies and Victory Claims, prozkoumali německý federální archiv a našli záznamy o 219 leteckých vítězstvích plus dvě další nepotvrzená tvrzení. Toto číslo potvrzených tvrzení zahrnuje 134 vzdušných vítězství na východní frontě a 85 na západní frontě, včetně 11 bombardérů se čtyřmi motory a 12 vítězství s proudovou stíhačkou Me 262.
Vítězná tvrzení byla zaznamenána do mapové reference (PQ = Planquadrat), například „PQ 35 Ost 53224“. Mapa sítě Luftwaffe (Jägermeldenetz) pokrývala celou Evropu, západní Rusko a severní Afriku a byla složena z obdélníků o rozměrech 15 minut zeměpisné šířky a 30 minut zeměpisné délky, což je oblast asi 930 km². Tyto sektory byly poté rozděleny na 36 menších jednotek, aby poskytly oblast o velikosti 3 × 4 km

### Ocenění
- Odznak za zranění v černém
- Čestný pohár Luftwaffe (Ehrenpokal der Luftwaffe)
- Frontová letecká spona
- Společný odznak pro piloty a pozorovatele
- Finský řád Kříže svobody
- Německý kříž ve zlatě dne 9. prosince 1941 jako poručík v 2./JG 2
- Železný kříž (1939)
  - 2. třída (22. května 1940)
  - 1. třída (28. června 1940)
- Rytířský kříž Železného kříže s dubovými listy a meči
  - Rytířský kříž 1. května 1941 jako poručík a pilot v 6./Jagdgeschwader 2 „Richthofen“
  - 447. dubové listy 11. dubna 1944 jako major a Gruppenkommandeur z II./Jagdgeschwader 54

126. meče 26. ledna 1945 jako major (válečný důstojník) a Gruppenkommandeur z II./Jagdgeschwader 54

### Data povýšení
- 28. října 1940: Leutnant (poručík), účinný od 1. listopadu 1940
- 20. listopadu 1941: Oberleutnant (nadporučík) s hodnostním pořadím ze dne 1. října 1941
- 1. ledna 1943: Hauptmann (kapitán)
- 1. ledna 1944: Major s hodnostním pořadím ze dne 1. května 1944